# 祝圣桥
祝圣桥又名溪桥，是一座横跨中国贵州省黔东南苗族侗族自治州镇远县㵲阳河的石拱桥。桥长135米，宽8.5米，高14米。桥上有一座亭子叫“状元楼”，又名“魁星阁”。

## 沿革
祝圣桥最早建造于明朝洪武（1368年–1398年）年间，当时名叫“溪桥”。 由于洪水泛滥，桥梁曾多次维修。现今存在的桥梁是清朝雍正元年（1723年）重建的。
1988年，它作为青龙洞古建筑群的一部分，中华人民共和国国务院将其列入全国重点文物保护单位。